# 961
961（九百六十一、きゅうひゃくろくじゅういち）は自然数、また整数において、960の次で962の前の数である。

## 性質
- 961は合成数であり、約数は 1, 31 と 961 である。
  - 約数の和は993。
    - 約数の和が奇数になる52番目の数である。1つ前は900、次は968。

  - 約数を3個もつ11番目の数である、ただし3桁の数の中では最大である。1つ前は841、次は1369。
- 961 = 312
  - 31番目の平方数である。1つ前は900、次は1024。
  - 961 = 312 → 169 = 132 である。平方数を逆順に並べ替えても平方数になる13番目の数である。1つ前は900、次は1089。(オンライン整数列大辞典の数列 A061457)
    - 末尾が0となる平方数を除くと10番目の数である。1つ前は676、次は1089。(オンライン整数列大辞典の数列 A033294)
    - 末尾が0となる平方数と回文平方数を除いたときには4番目の数である。1つ前は441、次は1089。(オンライン整数列大辞典の数列 A035090)

  - n = 2 のときの 31n の値とみたとき1つ前は31、次は29791。
  - (素数)(素数) の形で表せる18番目の数である。1つ前は841、次は1331。(オンライン整数列大辞典の数列 A053810)
  - 961 = (50 + 51 + 52)2
    - n = 5 のときの (n0 + n1 + n2)2 の値とみたとき1つ前は441、次は1849。(オンライン整数列大辞典の数列 A058031)
- どんな N > 9 のN進法によって961を表記しても、961は必ず平方数になる。これは 9 × N2 + 6 × N + 1 = (3 × N + 1)2 であるため。
- 289番目の半素数である。1つ前は959、次は965。
- 3連続素数の和で表せる65番目の数である。1つ前は941、次は985。
961 = 313 + 317 + 331
- 5連続する素数の和で表せる42番目の数である。1つ前は941、次は991。
961 = 181 + 191 + 193 + 197 + 199
- 15番目の中心つき八角数である。1つ前は841、次は1089。
- 961 = 15 × 26 + 1 より45番目のプロス数である。1つ前は929、次は993。
- 961 = 52 + 62 + 302 = 62 + 142 + 272 = 62 + 212 + 222 = 142 + 182 + 212
  - 3つの平方数の和4通りで表せる114番目の数である。1つ前は958、次は972。(オンライン整数列大辞典の数列 A025324)
  - 異なる3つの平方数の和4通りで表せる97番目の数である。1つ前は958、次は969。(オンライン整数列大辞典の数列 A025342)
- 961 = 23 + 23 + 63 + 93
  - 4つの正の数の立方数の和で表せる272番目の数である。1つ前は954、次は966。(オンライン整数列大辞典の数列 A003327)
- 961 × 169 = 4032
  - 回文数でなく末桁が0でない数で逆順に並べた数との積が平方数になる10番目の数である。1つ前は882、次は1089。(オンライン整数列大辞典の数列 A062917)
- 約数の和が961になる数は1個ある。(400) 約数の和1個で表せる166番目の数である。1つ前は952、次は962。
- 各位の和が16になる68番目の数である。1つ前は952、次は970。

## その他 961 に関連すること
- ISBNのグループ番号961は、スロベニア。
- 新幹線961形電車
- KOI 961
- エチオピア航空961便ハイジャック墜落事件
- ポルシェ 961
- 961プロダクション（くろいプロダクション）は、アイドルマスターシリーズに登場する芸能プロダクション。